# Miragaia
A Miragaia (lelőhelyére a portugál Miragaia területre és geológiai egységre utalva) a stegosaurida dinoszauruszok egyik neme. Fosszíliáit Portugália késő jura kori kőzeteiben fedezték fel. A Miragaia hosszú nyakáról nevezetes, ami legalább 17 csigolyából állt.

## Felfedezés
A Miragaia holotípusa a Museu da Lourinhã ML 433 azonosítójú példánya, egy csontváz közel teljes első fele, egy részleges koponyával (ami az első európai stegosaurida koponya maradvány). A feltárt csontok között rátaláltak az orr nagy részére, tizenöt nyakcsigolyára (a koponyához közeli első kettő elveszett), a vállövre, a mellső lábak nagy részére és tizenhárom csontos lemezre. Az ML 433 a Lourinhã-formációban levő Sobral-egység Miragaia-egységéből került elő, ami (körülbelül 150 millió éve, a késő jura korban) a késő kimmeridge-i – kora tithon alkorszakok idején keletkezett. A Miragaia leírását Octávio Mateus és kollégái készítették el 2009-ben. A típusfaja, az M. longicollum ('hosszú nyakú'). Ugyanezen a lelőhelyen került elő egy fiatal példány (az ML 433-A azonosítójú lelet) hiányos csípője és részleges csigolyái, melyeket a kutatók szintén a M. longicollumhoz kapcsoltak. Mateus és kollégái filogenetikus elemzést végeztek, és úgy találták, hogy a Miragaia és a Dacentrurus egy Dacentrurinae-nek elnevezett kládot alkot, ami a Stegosaurus testvértaxonja.

## Anatómia
A Miragaia legnevezetesebb tulajdonsága a hosszú nyaka, ami legalább 17 csigolyából állt. Ez azt jelzi, hogy a stegosaurusok nyaka idővel egyre hosszabbá vált. Emellett a Miragaia jóval több nyakcsigolyával rendelkezett, mint a legtöbb, hosszú nyakáról ismert sauropoda, ami ellentmond annak a hagyományos nézetnek, amely szerint a stegosaurusok rövid nyakuk segítségével alacsonyan legeltek. A Miragaiát a nyakcsigolyák számában csak a kínai sauropodák, az Euhelopus, a Mamenchisaurus és az Omeisaurus múlja felül, de a legtöbb késő jura kori sauropodának is csak 12–15 csigolyája volt. Mateus és kollégái kijelentették, hogy a hosszú nyak lehetővé tette a Miragaia számára, hogy olyan szintről legelhessen, amiről más növényevők már nem voltak képesek, illetve, hogy a nyaka a nemi szelekciót segítette elő.
A sauropodák hosszú nyaka három folyamat kombinációja révén alakult ki: a hátcsigolyák beolvadása a nyakcsigolyákba, új nyakcsigolyák megjelenése, az egyes nyakcsigolyák meghosszabbodása. A többi stegosaurus csigolyáinak száma alapján úgy tűnik, hogy a Miragaia hosszú nyaka főként a hátcsigolyák nyakba való beolvadása miatt alakult ki. Jelenleg nincs bizonyíték arra, hogy új csigolyák kerültek be a nyakba; inkább a háthoz és a nyakhoz tartozók száma tolódott el. Létezik bizonyíték arra vonatkozóan, hogy a csigolyák hossza növekedett a Miragaia és a Stegosaurus esetében, ez azonban bizonytalan, ugyanis a változást az egyedek pusztulása utáni torzulás is okozhatta.
A csőr hegye a Stegosauruséhoz hasonlóan fogatlan volt. A felkar, a singcsont és az orsócsont (az alkar csontjai) szintén emlékeztetnek a Stegosauruséra. A nyakcsigolyáknál levő bordák összeforrtak a csigolyákkal. A medencénél a szeméremcsonthoz egy hosszú hegy tartozott, ahogy az a Dacentrurusnál is megfigyelhető. A hát középvonala mentén párban háromszög alakú lemezek helyezkedtek el.
Az állat testhossza a becslés alapján 5,5-6 méter lehetett.

## Fordítás
- Ez a szócikk részben vagy egészben a Miragaia (dinosaur) című angol Wikipédia-szócikk ezen változatának fordításán alapul.  Az eredeti cikk szerkesztőit annak laptörténete sorolja fel. Ez a jelzés csupán a megfogalmazás eredetét és a szerzői jogokat jelzi, nem szolgál a cikkben szereplő információk forrásmegjelöléseként.